# モートン・ホワイト
モートン・ホワイト（英: Morton White, 1917年4月29日 - 2016年5月27日）は、アメリカ合衆国の哲学者・思想史家。本名、モートン・ガブリエル・ワイスバーガー (Morton Gabriel Weisberger)。全体論的プラグマティズム（Holistic Pragmatism）という立場を提唱した。アメリカ合衆国の思想史研究においても顕著な業績を残しており、ハーバード大学哲学部やプリンストン高等研究所歴史学スクールで教授を務め、特に同歴史学スクールでは名誉教授にも就任した。

## 概要
1917年4月20日、アメリカ合衆国ニューヨーク市ロウアー・イースト・サイドに生まれた。ニューヨーク市立大学を卒業後コロンビア大学大学院に進学し、ジョン・デューイの影響を受け1942年に博士号を取得した。1949年、『アメリカの社会思想（Social Thought in America）』を上梓し、同著でリベラル社会哲学の系譜を批判的にたどった。1956年の著書『哲学の再結集（Toward Reunion in Philosophy）』では、アメリカ哲学におけるプラグマティズムの伝統と分析哲学を調停しようとしている。
1953年から1970年まで、ハーバード大学で教授を務めた。またニュージャージー州プリンストンのプリンストン高等研究所歴史学スクールでも1970年から1987年まで教授を務め、同校の名誉教授となった。
2016年5月27日、99歳で死去。

## 主張
ホワイトはハーバード大学でウィラード・ヴァン・オーマン・クワインと同僚であったこともあり、二人の哲学的主張は緊密な関連を持っていた。特に、アプリオリな言明と経験的言明を明確に区分することへの拒絶においてその傾向が見られる。だが、「科学哲学は十分に哲学である」というクワインの主張については、ホワイトは受け入れていなかった。ホワイトは全体論的プラグマティズムという枠組みを用いて、哲学的探究は科学を超えた文化的制度、すなわち法律や芸術にも応用できると主張した。

## 著作
1949年に上梓した『アメリカの社会思想（Social Thought in America）』では、デューイ、オリヴァー・ウェンデル・ホームズ、ソースティン・ヴェブレン、チャールズ・A・ベアード、ジェームズ・ハーヴェイ・ロビンソンの思想に代表されるリベラル社会哲学の系譜を批判的にたどった。1957年に同著を再版する際、ホワイトは序文を加え、初版での批判のトーンを一部弱めた上で、追加したエピローグではラインホルト・ニーバーの宗教的リベラリズムとウォルター・リップマンの保守主義を攻撃した。「時の流れと最近の出来事により、リベラルは全く異なる攻撃に晒されるようになった。その手の攻撃に私は全く共感を覚えない。私の批判的考察が、自身とは相容れない議論、立場、あるいは目的と誤って関連付けられはしないかと私は恐れている」。

### 一覧
- The Origin of Dewey's Instrumentalism  (Columbia University Press, 1943)
- Social Thought in America: the revolt against formalism  (Viking, 1949)
- (Ed.) The Mentor Philosophers: The Age of Analysis: twentieth century philosophers  (Houghton Mifflin, 1955)
- Toward Reunion in Philosophy  (Harvard University Press, 1956)
- Religion, Politics, and the Higher Learning: A Collection of Essays (Greenwood, 1959)
村井実訳『宗教・政治・大学論』牧書店、1960年
- (Morton and Lucia White) The Intellectual versus the City : from Thomas Jefferson to Frank Lloyd Wright  (Harvard, 1962)
- (Arthur Schlesinger, Jr. and Morton White, eds.) Paths of American Thought  (Houghton Mifflin, 1963)
- The Foundations of Historical Knowledge  (Harper & Row, 1965)
- Science and Sentiment in America  (Oxford University Press, 1972)
村井実ほか訳『アメリカの科学と情念――アメリカ哲学思想史』学文社、1982年
- The Philosophy of the American Revolution  (Oxford University Press, 1978)
- What Is and What Ought to be Done : an essay on ethics and epistemology  (Oxford University Press, 1981)
- (Morton and Lucia White) Journeys to the Japanese, 1952-1979  (British Columbia University Press, 1986)
ルシア・ホワイト共著、大江正比古訳『日本人への旅』思索社、1988年
- Philosophy, The Federalist, and the Constitution  (Oxford University Press, 1987)
- The Question of Free Will : a holistic view  (Princeton University Press, 1993)
橋本昌夫訳『自由意志について――全体論的な観点から』法政大学出版局、1997年
- A Philosopher's Story  (Penn State University Press, 1999) (Autobiography)
- A Philosophy of Culture: The Scope of Holistic Pragmatism  (Princeton University Press, 2002)
- From a Philosophical Point of View: Selected Studies  (Princeton University Press, 2004)